# Marko Tomasović
Marko Tomasović (Zagreb, 18. svibnja 1976.) hrvatski je skladatelj.

## Životopis
Rođen je u Zagrebu. Skladao je više od 700 izvođenih pjesama za Olivera Dragojevića, Zdenku Kovačiček, Maju Šuput, Remi (Elemental), Davora Gopca (Psihomodo Pop), Ivanu Kindl, Mladena Grdovića, Eminu Arapović, Danijelu Martinović, Vandu Winter, Lidiju Bačić, Dina Jelusića, Terezu Kesoviju, Emiliju Kokić, Tomislava Bralića (klapa Intrade), Andreu Kadić, Karlu Anu Sabljak, Marka Škugora, Dinu Leško, Matiju Cveka, Ivana Vidovića, Anđelu Tadić, Mateju Ištuk, Ivanu Radovniković; Alena Vitasovića, Petra Dragojevića, Ivanu Kovač, Jasnu Zlokić, Igora Cukrova, Izabelu Martinović, Ivu Augustinović, Juru Lubinu, Azzurra, Mirka Švendu- Žigu, klape Maslina, Godimenti, Grobnik, Motovun, Marof, Nostalgija, Romansa, tamburaše (Posegana, Kas, Stanko Šarić/Najbolji hrvatski tamburaši-ex Zlatni dukati, Čežnja, Prijatelji, Cure iz Centra, Elita, Indigo) grupe Teens, Kings i Angels(danas Luminize), Mineu, Anezi, Leu Mijatović, Sabrinu Hebiri, Claudiu Beni, Ibricu Jusića, Martinu Majerle, Igora Delača, Marinu Tomašević, Alena Nižetića, Mira Ungara, Borisa Babarovića, Zdravka Škendera, Duška Lokina, Jurja Galinu, Đuku Čaića, Zvonka Kvesića, Nenada Vetmu, Charlieja, Vedranu Vukojević, Tinu Roščić, Doru Bačić, Alena Bičevića, Jelenu Stipković, Tanju Marić, Irmu Dragičević, Viktoriju Medvarić, Anamariju Filipović, Luciju Job, Radovana Šofranca, Ibrahima Muslića, Doroteu Dumenčić, Stephany Domitrović, Slavicu Marijan, Dijanu Zubić, Dijanu Mijatović, Tajanu Lončarić i mnoge druge hrv. i inozemne (Ron Holsey, Domenico Straface, Lotta Wiklund, Anna Muzyka, Boris Režak, Simona Weiss, Tanja Žagar, Ines Erbus, Anja Istenič, Maja Tatić...) izvođače. Njegovo djelo su i 3 band-aid pjesme koje su između ostalih izvodili i Tony Cetinski, Aki Rahimovski, Mladen Bodalec, Vanna, Massimo, Tarik Filipović, ENI, Sandra Bagarić, Jacques Houdek, Gabi Novak, Krunoslav Kićo Slabinac, Novi Fosili, Ivana Banfić, Tina i Nikša. Od 2017. okreće se intenzivnije i suradnji s talentiranom djecom, od kojih su Sergej Božić i Lorena Vlašić već nagrađivani na festivalima u zemlji i inozemstvu.
Skladao je rock ("Vučica"..), pop ("Putevima vjetra", "Istog smo roda", "Moja ljubavi", "Čime sam te zaslužila", "Onako kako ti to znaš", "Ja sam tvoja žena", "Oči moje boje"..), klapske/tamburaške/world music ("Ne moren kontra sebe", "Doživotno tvoj", "Da uz tebe dišem", "Dvi lipe riči", "Bog mi neće zamjeriti", "Ja ću samo tvoja bit" ..), zabavne/schlager ("'Ko će tebe mi zaminit'", "Dalmatinac i dalmatinka", "Jer kad ostarim", "Daj da noćas poludimo", "Jedna noć", "Jedri mala jedrilica", "Moj roman"... ), pop/rock( "Kiša"...), rap influenced ("Pozitivan primjerak"), swing influenced ("Samo probaj", "Cafe" ..), r'n'b influenced ("Ni srcu ne dam te ja"..), blues ( "Žena za sva vremena", "Jaka"..), country-influenced ("Santa ledena", "Došlo mojih 5 minuta"), heavy-influenced( "Skini mi se"..), house-influenced("Da je ljeto duže trajalo"), teen-pop ("Baby", "Ljubila sam kao mala"...), pop-dance("Dim od cigareta", "Srce moje"), band-aid ("Još ima dobrih ljudi"..), prigodne ("Majčina ljubav", "Božić je pred vratima", "Rođendan"), soul-influenced ("Vrati se u moje dane", "Odavno shvatila sam sve", "Ja ne vjerujem", "Nema te" ..), jazzy ("Jer voliš me"..), christian-influenced("Ljubav u svijeći", "Dijete Božje"...), urban/funky("Ja čuvam te"), pop/punk ("Party djevojka"), samba ("Vatromet boja"), chanson ("Nježne riječi), classic-pop ("Mi smo stranci(što predobro se znaju)").
Dvoznamenkasti broj njegovih pjesama dosegnuo je do višemilijunske publike na YouTubeu. To su, između ostalih "Jedna noć", "Doživotno tvoj", "Da uz tebe dišem", "Dalmatinac i Dalmatinka", "Iz mog sna", "Čuvar pobjeda", "Iz mog sna".
Posebno je poznat po radu s mladim pjevačima, tako da se među njegovih 100 nagrađenih pjesama na domaćim i inozemnim priredbama nalazi čak 35 debitanata.
Početkom 2012. objavljuje svoj prvi solo-album "Napokon sam zaljubljen" nazvan po istoimenoj pjesmi koja osvaja prva mjesta na hrvatskim radio-postajama, a na CD-u svoje mjesto je našla i pjesma "Svako jutro još po tebi miriše", pobjednica Zagrebfesta. Krajem 2013. izlazi i njegov drugi samostalni CD "Jedino si moje samo ti", ispunjen emotivnim baladama.
U listopadu 2012. osniva košarkašku ekipu (Savica City), a 2013. osvaja trofej za fair play zagrebačke CroHoops košarkaške lige. Sa Savicom kao kapetan momčadi osvaja CroHoops ligu 2013/2014, 2014/2015 i 2015/2016 u kojoj nastupa mnogo hrvatskih A2 igrača, a i neki prvoligaški igrači i internacionalci. Kao kapetan ekipe Savica City 2015. osvaja i Cvjetno Open ljetnu ligu, poslije finala u Bjelovaru protiv istoimenih finalista.
U studenom 2015. osvaja nagradu za životno djelo u Skopju (Makedonija), za sveukupni doprinos balkanskoj muzici. Na Evrofestu mu nagradu uručuje direktor Konstantin Konstantinov.
Od 2020. se značajnije posvećuje suradnjama s izvođačima izvan regije, pa ostvaruje suradnje s Ronom Holseyem (USA), Lovanom (Švedska), Domenicom Strafaceom (Italija) i Annom Muzykom (Poljska)

## Diskografija (nagrađene skladbe)
- 1999. Zadarfest 1. nagrada za debitanta (Sanella "Da li stvarno je kraj")
- 2000. Zadarfest 1. nagrada za debitanta (Josip Katalenić "Naivan i mlad")
- 2000. Zagrebfest 1. nagrada publike (Zdenka Kovačiček "Vrati se u moje dane")
- 2000. WSF 1. nagrada (Marina Tomašević "Moj život si bio")
- 2001. Zlatne žice Slavonije Požega 1. nagrada (Maja Šuput i Enjoy "Jer mi tebe nema")
- 2001. Splitski festival 1. nagrada za debitanta (Claudia Beni "Tako hrabar da me ostaviš")
- 2001. Zadarfest 1. nagrada za interpretaciju (Zdenka Kovačiček "Možda ni ne osjećam kraj")
- 2002. Banja Luka 1. nagrada publike (Emilija Kokić i Boris Režak "Jesmo li jedno drugom suđeni")
- 2002. Knin 1. nagrada stručnog žirija (Zdenka Kovačiček "Još nosim tvoje dodire")
- 2002. Knin 1. nagrada radio postaja (Zdenka Kovačiček "Još nosim tvoje dodire")
- 2002. Knin, 2. nagrada publike (Zdenka Kovačiček "Još nosim tvoje dodire")
- 2002. Marco Polo fest, Korčula 3. nagrada publike (Teens "Daj još ovu noć")
- 2002. Zlatne žice Slavonije, Požega 3. nagrada (Emilija Kokić "Santa ledena")
- 2002. Zlatne žice Slavonije, Požega 2. nagrada (Maja Šuput i Enjoy "Jedna noć")
- 2002. Hit proljeća, Zadar 1. nagrada urednika radijskih postaja (Zdenka Kovačiček "Odavno shvatila sam sve" )
- 2002. Hit ljeta Čakovec 1. nagrada (Emilija Kokić "Santa ledena")
- 2002. Banja Luka,[ime festivala?] 2. nagrada stručnog žirija (Maja Tatić "Još te osjećam")
- 2002. Splitski festival 1. nagrada za scenski nastup (Teens "Generacija")
- 2002. Porin za najbolju hrvatsku pjevačicu 2001. godine Zdenki Kovačiček
- 2003. Knin,[ime festivala?] 1. nagrada stručnog žirija (Emilija Kokić "Oprosti ako smetam")
- 2003. Hrvatski radijski festival za mlade "Oni dolaze" 1.nagrada (Tihana Sabati "Gledam te")
- 2003. Melodije Mostara 1. nagrada za interpretaciju (Zdenka Kovačiček "Dovoljno je da me voliš")
- 2003. Krapina, Krijesnica 2. nagrada urednika radijskih postaja (Boris Babarović "Došlo mojih 5 minuta")
- 2004. MEF Čakovec 1. nagrada stručnog žirija (Azzurro "Nek potraje" )
- 2004. Knin 1. nagrada stručnog žirija (Emilija Kokić i klapa Nostalgija "Duše s mora" )
- 2004. Požega,[ime festivala?] 2. nagrada (Maja Šuput i Enjoy "Lagana")
- 2004. Knin, 3. nagrada stručnog žirija (Daniel Beni "Gradovi od sna")
- 2004. Zlatne žice Slavonije,Požega 3. nagrada (Emilija Kokić "Halo")
- 2005. Melodije Istre i Kvarnera 1. nagrada za interpretaciju (Sabrina Hebiri "Dragi Bog zna")
- 2006. Zlatne žice Slavonije, Požega 3. nagrada (Jasna Zlokić "Tamo gdje dišeš")
- 2006. Zagrebfest 1. nagrada stručnog žirija (Marko Tomasović "Svako jutro još po tebi miriše")
- 2007. Pjesmom do srca 3. nagrada urednika radijskih postaja (Juraj Galina "Pjesma narodna")
- 2008. ZadarTeenfest 1. nagrada (Tatjana Banđen "Bit ću sa tobom")
- 2008. Hrvatski radijski festival (HRF) 1. nagrada urednika radijskih postaja (Danijela Martinović " 'Ko će tebe mi zaminit")
- 2008. Zagrebfest 1. nagrada stručnog žirija (Lidija Bačić "Kiša")
- 2008. Zagrebfest 1. nagrada publike (Lidija Bačić "Kiša")
- 2008. Zagrebfest 1. nagrada za najbolju skladbu festivala ( Lidija Bačić "Kiša")
- 2009. Melodije Mostara 1. nagrada za debitanta (Lidija Bačić "Kraj")
- 2009. Melodije Istre i Kvarnera, 1. nagrada za debitanta (Lidija Bačić i kl. Grobnik" Ne moren kontra sebe")
- 2009. Melod. Istre i Kvar.1. nagrada za interpretaciju (Lidija Bačić (i kl. Grobnik)" Ne moren kontra sebe")
- 2009. Sunčane skale 2. nagrada žirija (Srebrna Plaketa) (Lidija Bačić "Kiša")
- 2009. Darfest, 2. nagrada stručnog žirija (Ana Vargek "Ti me podsjećaš na njega")
- 2009. Pjesmom do srca 3. nagrada žirija (Kristina Bezuh "Ljubav me dovela k tebi" )
- 2009. Zagrebfest 1. nagrada za interpretaciju (Lidija Bačić "Pogled")
- 2009. Zagrebfest 3. nagrada žirija (Lidija Bačić "Pogled")
- 2009. MEF 1. nagrada stručnog žirija (Lidija Bačić "Zarobljeno vrijeme")
- 2009. MEF 1. nagrada za interpretaciju (Lidija Bačić "Zarobljeno vrijeme")
- 2010. Uskrsfest 1. nagrada izvođača (Lidija Bačić "Dijete Božje")
- 2010. Uskrsfest 2. nagrada žirija (Lidija Bačić "Dijete Božje")
- 2010. Melodije Mostara 3. nagrada žirija (Lidija Bačić "Majčina ljubav")
- 2010. Darfest 1. nagrada za interpretaciju (Jelena Stipković "Ti si varao mene")
- 2010. Darfest 1. nagrada za najemotivniji nastup (Željka Brdar "Jedna noć s tobom")
- 2010. Mediafest 1. nagrada za najboljeg debitanta (Lidija Bačić "Nisan sritna ja uz njega")
- 2010. Opuzen 1. nagrada (Grand Prix) (Lidija Bačić "Nisan sritna ja uz njega")
- 2010. Zadarfest 1. nagrada stručnog žirija (Lidija Bačić "Ako te ikad izgubim")
- 2011. Melodije Mostara 1. nagrada za interpretaciju (Vedrana Vukojević "Svoja")
- 2011. Darfest 1. nagrada (Grand Prix) (Jelena Stipković "Hodam zvijezdama")
- 2011. Darfest 1. nagrada publike (Dora Bačić "Zvao si me moja jube")
- 2011. Darfest 1. nagrada za interpretaciju (Ana Vargek "Imam svoje ja")
- 2011. Melodije Istre i Kvarnera - Umag 1. nagrada (Lidija Bačić "Neka se vino toči")
- 2011. Melodije Istre i Kvarnera - Pag 3. nagrada (Lidija Bačić "Neka se vino toči")
- 2011. Melodije Istre i Kvarnera - Gračišće 2. nagrada(Lidija Bačić "Neka se vino toči")
- 2011. Melodije Istre i Kvarnera - 1. nagrada po izboru radijskih slušatelja(Lidija Bačić "Neka se vino toči")
- 2011. Melodije Istre i Kvarnera - Nagrada HRRijeka za 100 tjedana na top-listi (Lidija Bačić i kl. Grobnik "Ne moren kontra sebe")
- 2011. Melodije Istre i Kvarnera - 1. nagrada za interpretaciju(Sabrina Hebiri "Ako nisi sritan")
- 2011. Splitski festival 1. nagrada za interpretaciju (Lidija Bačić i klapa Grobnik "Gospe od žalosti")
- 2012. Darfest 1. nagrada za interpretaciju (Marko Tomasović "Ja ću te sačuvati")
- 2012. Festival dalmatinske šansone Šibenik 1. nagrada za interpretaciju (Lidija Bačić "Ja ću samo tvoja bit")
- 2013. Darfest 1. nagrada (Grand Prix) (Viktorija Medvarić "Nek ti s drugom bude sretnije")
- 2013. Darfest 2. nagrada žirija (Anamarija Filipović "Kad srce krivog zavoli")
- 2013. Darfest 1. nagrada publike (Marko Tomasović "Naći ću te ja")
- 2013. Zlatna ruža 1. nagrada žirija (Manuela Matijašević "Baš je dobro tulumariti")
- 2013. MEF 1. nagrada žirija za najbolju skladbu (Mirko Švenda-Žiga "Prosjak")
- 2013. MEF 1. nagrada radio postaja (Globus Band "Kad te poljubim")
- 2013. Zlatne note 1. nagrada žirija (Alen Bičević "Da si mi značila")
- 2013. Zlatne note 3. nagrada žirija (Anamarija Filipović "Kad srce krivog zavoli")
- 2013. Zlatne note 1. nagrada za najbolju skladbu (Marko Tomasović "Jedino si moje samo ti")
- 2014. Darfest 1. nagrada za interpretaciju (Anamarija Filipović "Kako ću bez tebe ljubavi")
- 2014. Darfest 1. nagrada publike (Maya Žaja "Hej frajeru")
- 2014. Marco Polo fest 1. nagrada radio postaja (Nenad Kumrić Charlie i klapa Marof "Hvala živote")
- 2014. Zlatna ruža 1. nagrada za najbolju interpretaciju (Anamarija Filipović "Kako ću bez tebe ljubavi")
- 2014. MEF 1. nagrada za najbolju interpretaciju (Irma Dragičević "Sada si tu")
- 2014. MEF 1. nagrada za najboljeg debitanta (Irma Dragičević "Sada si tu")
- 2014. MEF 1. nagrada za najbolji scenski nastup (Emina Arapović "Bit ćeš ostavljen")
- 2014. Zlatne Note 1. nagrada za najbolju interpretaciju (Anamarija Filipović "Izdala me moja prijateljica")
- 2014. Zlatne Note 1. nagrada za najbolju skladbu (Marko Tomasović "Uvijek ću biti tvoj")
- 2015. Darfest 1. nagrada (Grand Prix) (Anamarija Filipović "Još smo jedno ti i ja")
- 2015. International Music and Poetry Festival 1.nagrada (Grand Prix) (Marko Tomasović "Ponekad")
- 2015. Marco Polo Fest, posebna nagrada umjetničkog direktora festivala (Anamarija Filipović "Još smo jedno ti i ja")
- 2015. Evrofest Skopje, Grand Prix nagrada za životno djelo (sveukupan doprinos balkanskoj muzici)
- 2015. Evrofest Skopje, 3.nagrada žirija (Sandra Smiljanić "Još mi fali tvoje sve")
- 2015. MEF 1.nagrada žirija za najbolju skladbu (Emina Arapović "Sama")
- 2015. Zlatne note 1. nagrada za najbolju skladbu (Marko Tomasović "Navika")
- 2016. Evrofest Skopje 1. nagrada žirija (Alen Bičević "Da si mi značila")
- 2017. Čarobna Frula Zagreb 1.nagrada žirija 13-15 godina (Sergej Božić "Dar")
- 2018. Darfest 1.nagrada za najbolju interpretaciju (Radovan Šofranac "Ja ću dalje sam")
- 2018. Angel Voice, 2.nagrada stručnog žirija za najbolju skladbu (Lorena Vlašić "Molitva od soli")
- 2018. MEF 1.nagrada za najbolju interpretaciju (Martina Majerle "Međimurska voda sveta")
- 2018. Darfest 2.nagrada stručnog žirija (Dijana Zubić "Pali anđeo")
- 2018. Grobnička Skala 2.nagrada stručnog žirija (Anamarija Mikulić "Jubav je ka i more")
- 2018. Zlatne Note 1.nagrada za najbolju interpretaciju (Dijana Zubić "Pali anđeo")
- 2018. EuroKids Winter Italy 2.nagrada stručnog žirija (Lorena Vlašić "Molitva od soli")

## Vanjske poveznice
- Hrvatsko društvo skladatelja: Tomasović, Marko (životopis)
- HDS ZAMP: Marko Tomasović u novoj epizodi "Tjedna Autora"
- HDS ZAMP: Marko Tomasović (popis djela)